# Владимирский проезд
Влади́мирский прое́зд — проезд в Шевченковском районе города Киева. Пролегает от Михайловской площади до Софиевской площади. К Владимирскому проезду примыкают улицы Малая Житомирская и Аллы Тарасовой.
Протяжённость проезда 290 м.

## История
Владимирский проезд возник в 1854—1857 годах во время возведения зданий губернских учреждений — «Присутственных мест», от которых и получил своё первое название Присутственный проезд. Современное название — с 1955 года.
В 2016 г. по Владимирскому проезду, 1 был открыт Литовский сквер.

## Примечательные памятники
- Михайловский Златоверхий монастырь;
- Софийский собор;
- Памятник Богдану Хмельницкому;
- Памятник княгине Ольге;
- Памятный знак «Жертвам Голода 1932—1933 годов».

## Общественный транспорт
Маршруты троллейбусов
- № 16: Ул. Академика Щусева — Площадь Независимости;
- № 18: Ул. Сошенко — Площадь Независимости

Маршруты автобусов:24А,114А
- Станция метро «Площадь Независимости»
- Станция метро «Золотые Ворота»

## Географические координаты
Координаты начала 50°27′13″ с. ш. 30°31′01″ в. д.
Координаты конца 50°27′18″ с. ш. 30°31′13″ в. д.

### Внешние ссылки
- Владимирский проезд на сервисе Яндекс.Панорамы.